# Lukas Moodysson
Karl Fredrik Lukas Moodysson (født 17. januar 1969 i Malmø) er en svensk manuskriptforfatter, filminstruktør og forfatter. Han har tre børn med sin kone Coco.
Lukas Moodysson blev uddannet på Dramatiska Institutet i Stockholm, hvorefter han instruerede tre kortfilm før han vendte sig mod spillefilm.
Hans gennembrud som instruktør kom med filmen Fucking Åmål fra 1998.

## Filmografi
- 1995 Det var en mörk och stormig natt
- 1996 Uppgörelse i den undre världen
- 1997 Bara prata lite
- 1998 Fucking Åmål
- 2000 Tillsammans
- 2002 Lilja 4-ever
- 2003 Terrorister
- 2004 Ett hål i mitt hjärta
- 2006 Container
- 2009 Mammut

## Priser og udmærkelser
- 1998 TV4s filmpris Guldsolen
- 2000 Årets europé i Sverige
- 2003 Stig Dagermanpriset